# Seznam slovenskih šansonjerjev
Seznam slovenskih šansonjerjev.

## A
- Meri Avsenak Pogačnik

## B
- Marko Brecelj
- Elza Budau?

## C
- Jelka Cvetežar

## Č
- Andreja Čamernik?

## D
- Arsen Dedić
- Marjana Deržaj

## G
- Marko Grobler
- Jolanda Grom Ravnikar

## H
- Tomaž Hostnik
- Andraž Hribar

## I
- Jure Ivanušič

## J
- Lara P. Jankovič

## K
- Jani Kovačič
- Romana Krajnčan
- Jana Kvas

## L
- Lado Leskovar
- Barbara Levstik
- Katja Levstik

## M
- Janja Majzelj
- Svetlana Makarovič
- Vita Mavrič
- Ana Mezgec?
- Frane Milčinski-Ježek
- Ana Maria Mitić
- Iztok Mlakar
- Jerca Mrzel

## N
- Anja Novak - Anjuta (*1991)

## O
- Kristina Oberžan
- Nuša Ofentavšek

## P
- Rudi Pančur
- Tomaž Pengov
- Alenka Pinterič
- Duša Počkaj
- Zoran Predin
- Marjeta Prudič
- Matija Puž

## R
- Miha Renčelj
- Nino Robić
- Matjaž Romih
- Jana Rošker

## S
- Dean Semolič
- Jana Sen
- Majda Sepe
- Bor Seušek
- Katarina Stegnar?

## T
- Saša Tabaković
- Petra Trtnik

## V
- Franc Vezela?
- Primož Vidovič
- Alenka Vidrih
- Nina Virant?
- Nika Vistoropski

## Z
- Branko (Brane) Završan